# Bolivianos, El Hado Propicio
Bolivianos, el hado propicio är Bolivias nationalsång. Nationalsången antogs 1952. Texten skrevs av José Ignacio de Sanjinés och musiken av italienaren Leopoldo Benedetto Vincenti.
I
Bolivianos: el hado propicio
coronó nuestros votos y anhelo;
es ya libre, ya libre este suelo,
ya cesó su servil condición.
Al estruendo marcial que ayer fuera
y al clamor de la guerra horroroso
siguen hoy, en contraste armonioso,
dulces himnos de paz y de unión.
siguen hoy, en contraste armonioso,
dulces himnos de paz y de unión.
Refräng:
De la patria el alto nombre
en glorioso esplendor conservemos
y en sus aras de nuevo juremos
¡Morir antes que esclavos vivir!
¡Morir antes que esclavos vivir!
¡Morir antes que esclavos vivir!
II
Loor eterno a los bravos guerreros
Cuyo heroico valor y firmeza
Conquistaron las glorias que empiezan
Hoy Bolivia feliz a gozar
Que sus nombres el mármol y el bronce
A remotas edades transmitan
Y en sonoros cantares repitan:
Libertad! Libertad! Libertad!
Y en sonoros cantares repitan:
Libertad! Libertad! Libertad!
Refräng
III
Aquí alzó la justicia su trono
Que la vil opresión desconoce
Y en su timbre glorioso legose
Libertad, libertad, libertad
Esta tierra inocente y hermosa
Que ha debido a Bolívar su nombre
Es la patria feliz donde el hombre
Vive el bien de la dicha y la paz
Es la patria feliz donde el hombre
Vive el bien de la dicha y la paz
Refräng
IV
Si extranjero poder algún día,
Sojuzgar a Bolivia intentare
A destino fatal se prepare
Que amenaza a soberbio invasor
Que los hijos del grande Bolívar
Hayan ya mil y mil veces jurado
Morir antes que ver humillado
De la patria el augusto pendón
Morir antes que ver humillado
De la patria el augusto pendón
Refräng